# Sebeka
Sebeka – miasto w Stanach Zjednoczonych, w stanie Minnesota, w hrabstwie Wadena.